# Raión de Maksátija
El raión de Maksátija (ruso: Макса́тихинский райо́н) es un distrito administrativo (raión) ruso perteneciente a la óblast de Tver. Su forma de autogobierno local es desde 2022 la de ókrug municipal (Макса́тихинский муниципальный округ), albergando su territorio un único ayuntamiento con sede en la capital distrital homónima. Se ubica en el noreste de la óblast.
En 2021, el raión tenía una población de 14 388 habitantes, de los cuales 7620 vivían en el asentamiento de tipo urbano de Maksátija. Los otros casi siete mil habitantes se repartían en 292 localidades rurales, de las cuales las más pobladas son Fábrika (de unos quinientos habitantes), Rivitski, Mályshevo (estas dos últimas de casi cuatrocientos habitantes cada una), Kámenka, Sidorkovo, Kistutovo, Raikovo, Truzhenik y Seltsy (estas seis últimas con una población de entre doscientos y trescientos habitantes cada una).
El raión se estructura en torno al curso alto del río Mologa.